# 고수 (백제)
고수(高壽, ?~?)는 백제의 관료이다.
261년 2월, 전 해에 고이왕에 의해 백제 체제의 개혁으로 설치된 위사좌평(衛士佐平)에 임명되었다.